# Чингисхан с телеграфом
Чингисхан с телеграфом — русский фразеологизм, впервые употребленный А. И. Герценом в 1857 году и широко использовавшийся затем вплоть до 1970-х годов. Означает использование достижений технического прогресса для укрепления деспотизма.

## История
1 октября 1857 года в издававшейся А. Герценом в Лондоне газете «Колокол» было опубликовано открытое письмо Герцена к императору Александру II по поводу издания в России книги М. А. Корфа «Восшествие на престол императора Николая I-го», в которой рассказывалось о восстании декабристов. Доказывая историческую оправданность движения декабристов, Герцен писал: «Если б у нас весь прогресс совершался только в правительстве, мы дали бы миру ещё небывалый пример самовластья, вооружённого всем, что выработала свобода; рабства и насилия, поддерживаемого всем, что нашла наука. Это было бы нечто вроде Чингисхана с телеграфами, пароходами, железными дорогами, с Карно и Монжем в штабе, с ружьями Минье и с конгревовыми ракетами под начальством Батыя».
Герценовскую метафору «Чингисхан с телеграфами» позднее использовал Л. Н. Толстой. 31 июля 1890 года он писал Борису Чичерину: «Недаром Герцен говорил о том, как ужасен бы был Чингис-Хан с телеграфами, с железными дорогами, с журналистикой. У нас это самое совершилось теперь». Затем, в своей брошюре «Царство Божие внутри вас», опубликованной в 1893 году, Толстой писал: «Правительства в наше время — все правительства, самые деспотические так же, как и либеральные, — сделались тем, что так метко называл Герцен Чингис-ханом с телеграфами, то есть организациями насилия, не имеющими в своей основе ничего, кроме самого грубого произвола, и вместе с тем пользующимися всеми теми средствами, которые выработала наука для совокупной общественной мирной деятельности свободных и равноправных людей и которые они употребляют для порабощения и угнетения людей». Позже, в 1910 году, в статье «Пора понять» Толстой вновь обратился к этому образу: «…Русское правительство, ... теперь тот самый Чингис Хан с телеграфами, возможность которого так ужасала его [Герцена]. И Чингис Хан не только с телеграфами, но с конституцией, с двумя палатами, прессой, политическими партиями et tout le tremblement [и со всей трескотнёй]... Различие Чингис Хана с телеграфами от прежнего будет только в том, что новый Чингис Хан будет ещё могущественнее старого».
В революционной печати, а затем и в послереволюционной советской печати метафора «Чингисхан с телеграфом» применялась обычно к Российской империи, но в послереволюционной эмигрантской печати она применялась уже к большевистскому режиму. Так, Николай Устрялов писал: «Нельзя сказать, чтобы сразу и целиком рухнула старая культура. Нельзя сказать также, что новая стихия, – этот “шофёр” или “Чингисхан с телеграфом”, — представляет собою нечто абсолютно примитивное и однородное».
Затем, во время Великой Отечественной войны, советский литературный критик А. Лейтес в своей опубликованной в конце 1941 года рецензии на сборник: «Мы не простим. Слово ненависти к гитлеровским убийцам» применил метафору Герцена к нацистской Германии: «Когда-то Герцен с ужасом рассуждал о возможном появлении “Чингисхана с телеграфами”, о грядущих варварах, оснащённых усовершенствованной техникой. Но никакая, даже самая мрачная фантазия передовых людей XIX века не могла себе представить то, что произошло в XX столетии, когда фашистские громилы стали претворять в действительность свои кровавые планы порабощения человечества и искоренения его культуры». В том же смысле использовал слова Герцена писатель А. Адамович с соавторами в опубликованной в 1974 году книге «Я из огненной деревни».
В 1949 году эмигрантский философ Семён Франк осовременил метафору, добавив к телеграфу атомную бомбу: «Сто лет тому назад проницательный русский мыслитель Александр Герцен предсказывал нашествие “Чингисхана с телеграфами”. Это парадоксальное предсказание оправдалось в масштабе, которого не мог предвидеть Герцен. Новый Чингисхан, родившийся из недр самой Европы, обрушился на неё воздушными бомбардировками, разрушающими целые города, газовыми камерами для массового истребления людей и грозит теперь смести человечество с лица земли атомными бомбами». Пять лет спустя в эмигрантском «Социалистическом вестнике» публицист Павел Берлин опубликовал статью «Чингиз-Хан с водородной бомбой», где писал, что «Чинrиз-Хан ввёл коммунизм, идущий дальше советского... Оба этих строя были построены на полном отрыве успешного освоения самой последней техники, в том числе в первую голову истребительной, от той культурной почвы, которая её породила и развила... Действительность поднесла нам в лице Сталина Чингис-Хана уже не с мирным и невинным телеграфом, а со всеразрушающей атомной бомбой... мы видим ... Маленкова с водородной бомбой». В том же 1954 году в июльском номере американского журнала “The American Mercury” была опубликована статья Дж. Антони Маркуса «Удастся ли Маленкову?» (Will Malenkov Succeed?), в которой говорилось: «Я вспоминаю те годы, когда обрабатывающая промышленность была крайне бедна. В России не было ни одного трактора, танка, подводной лодки, бомбардировщика или истребителя собственного производства, не говоря уж о современных средствах производства и распределения продовольствия и одежды и других необходимых вещах. Это не та Россия, которую унаследовал Маленков. Сегодня он Чингисхан с атомно-водородными бомбами, полный решимости использовать их для установления мирового господства — курс, от которого ни он, ни его преемник никогда не смогут отклониться надолго».
В 1969 году советский литературный критик И. Крамов в своей опубликованной в журнале «Новый мир» статье «В поисках сущности» применил ту же метафору уже к западным противникам СССР (а потенциально — к любому возможному диктатору): «Чингисхан, вооружённый водородной бомбой и ракетами, уже не фантазия, не выдумка романиста, а реальность, с которой необходимо считаться, чтобы не оказаться однажды в положении человечества, вынужденного признать преимущества саламандр». В 1971 году советский писатель В. Львов в своей опубликованной в журнале «Нева» статье «Душа человеческая» писал: «Чингисхан с телеграфами! Да, тогда, в середине XIX столетия, телеграфная проволока и ракеты Конгрева, летавшие на двести сажен, были потолком технического могущества, а русский царь и французский император — воплощением тиранства и попрания человеческих прав. Сегодня всё это кажется детской игрой. Ракеты летают нынче к Венере и Марсу, и современные чингисханы владеют не только телеграфами, но и телевизионными установками, лазерами, компьютерами и ещё многим другим. Чингисханы наших дней замахиваются и на космос». Философ М. Лифшиц в своей опубликованной в 1978 году в журнале «Коммунист» статье «Чего не надо бояться» применил метафору к маоистскому Китаю: «Мы знаем теперь, что возможен и Чингисхан с атомной бомбой и даже Чингисхан с революцией, вроде “культурной революции” Мао Цзэдуна».